# إبراهيم كوجوك
إبراهيم الرابع أو إبراهيم كوجوك أو إبراهيم الصغير هو داي الجزائر الذي حكم من عام 1745 إلى عام 1748. خلف جده الداي دالي إبراهيم (1732 إلى 1745) الذي عينه بعد وفاته خلفًا لهُ في منصب داي. يحصل على دفع الجزية من الدنماركيين ويضع حدا لفترة العداء مع الأخير. كما أعاد السلام مع تونس واستمر في تحصيل الجزية من هذه الوصاية المجاورة. كان عليه أن يواجه عدة ثورات على المستوى الداخلي. إنه خوجة الخيل (وزير أو سكرتير الخيل) محمد، الذي يخلفه.

## الحملة على باي تونس
يذكر مبارك بن محمد الميلي في كتابه تاريخ الجزائر القديم والحديث: «كان يبلغ خمسا و أربعين عاما عندما تقلد خطة الداي، و قد بدا أعماله بشن حملة ضد باي تونس الذي توقف عن دفع ما كان التزم به للجزائر.»

## ثورة الكراغلة
الكراغلة،
 هم نتيجة زواج أفراد الجيش التركي بنساء الجزائر، وظهرت لأول مرة في مدن تلمسان، معسكر، مستغانم، «قلعة بني راشد»، مازونة، مليانة، المدية، البرواقية، القليعة، بسكرة، قسنطينة، وعنابة.
قام كراغلة تلمسان من حركة تمردية واسـعة في عهد الداي إبراهيم كوجوك، فسيطروا على المدينة وطردوا منها الحامية التركية واعلنوا قيام سلطة مستقلة وحاولوا ربط الاتصالات مع كراغلة عاصمة الجزائر، من أجل القيـام بنفس العمل حتى تكون الحركة شاملة. ارسلت السلطة المركزية إلى المدينة المتمردة قمعت الحركة بالحديد والنار وتفطنت لمحاولة كراغلة الجزائر العاصمة منذ البداية فوضع حدا لها وقضى عليها بالقوة.

## مواضيع ذات صلة
- داي الجزائر
- الجزائر في العهد العثماني (1514-1830)
- تاريخ الجزائر
- تاريخ ولاية الجزائر
- تاريخ الجزائر القديم والحديث
- قائمة حكام الجزائر